# Сюлейман шах
Сюлейман шах (на турски: Süleyman Şah – Süleyman bin Kaya Alp; 1178 – 1227) традиционно се е смятал за дядо на Осман I и баща на Ертогрул, за син на Кайъ Алп, който е родоначалник на водачите на племенния съюз кайъ и на Османската империя. Така също Сюлейман шах често е наричан и брат на Ертогрул: „Сюлейман шах, братът на Ертогрул бей, поискал да се измие в Ефрат. Докато се миел, потънал (удавил се) и е погребан под крепостта Джабар“. Дълги години ръководи племето кайъ, принадлежащо към огузките турци.

## Биография
Роден е през 1178 г. в град Ерзурум. Води племето си при битките с монголите на Чингиз Хан. През 1214 г. се установява в Източна Анадола. През 1227 г. умира при поход към река Ефрат. Следващия ръководител на племето кайъ е синът на Сюлейман шах – Ертугрул Гази. Сюлейман шах е погребан в т. нар. Гробница на Сюлейман шах.

## Възможно бащинство
В османската историография още от самото началоа нямало единно мнение по въпроса кой е баща на Ертогрул. Въпреки че част от хронистите – Ашик Паша-оглу (поч. 1484 г.), Оруч бен Адил (поч. през 16 век), Мехмед Нешри (поч. 1520 г.) – сочат Сюлейман шах, съществувала и алтернативна гледна точка. Ахмеди (1334 – 1413), Караманлъ Мехмед паша (поч. 1481 г.) и Енвери (поч. през 16. век) са смятали, че баща на Ертогрул е Гюндуз Алп.
Днес се смята за доказано, че баща на Ертогрул е бил Гюндуз Алп. Намерена е монета с надпис „Осман б. Ертогрул б. Гюндуз Алп“.